# Lallie Charles
Lallie Charles, de soltera Charlotte Elizabeth Martin (1869-1919) fue una fotógrafa irlandesa. Junto con su hermana, Rita Martin, se convirtió en una de las retratistas de mayor éxito comercial de principios del siglo XX.

## Trayectoria
Lallie Charles nació en Irlanda. Hacia 1895 se casó con el fotógrafo londinense Georges Garet-Charles, de quien se divorció hacia 1902, para casarse después con Herbert Carr.
Fotógrafa de sociedad, abrió su primer estudio, The Nook, en número 1 de Titchfield Road, Regent's Park, Londres en 1896. Un año después, su hermana, Rita Martin,  empezó a trabajar con ella. En 1906, Martin abrió su propio estudio en el número 27 de Baker Street y las dos hermanas se convirtieron en competidoras. Al año siguiente, Charles se trasladó al 39A de Curzon Street y se convirtió en la "fotógrafa de retratos más importante de su época".
Uno de sus retratos fue coloreado y utilizado como imagen de portada del primer número de The Royal Magazine, revista publicada por Sir Arthur Pearson en noviembre de 1898.
Charles se inspiró en Alice Hughes. Otras fotógrafas pioneras de su tiempo, además de su hermana, fueron: Christina Broom, Kate Pragnell y Lizzie Caswall Smith. Yevonde Middleton fue aprendiz de Charles, y Cecil Beaton posó en su estudio para un retrato familiar, experiencia que describió en su libro Photobiography. En un comentario sobre las hermanas, Beaton escribió: «Rita Martin y su hermana, Lallie Charles, la fotógrafa rival, hacían posar a sus modelos con una luz tenue que parecía de invernadero, haciendo que todo los cabellos se pusieran increíblemente de moda para ser fotografiado». Murió en Mayfair, Londres, el 5 de abril de 1919. 
Una pequeña selección de negativos de Lallie Charles y Rita Martin se conserva en la National Portrait Gallery, donados por su sobrina Lallie Charles Cowell en 1994. 

## Galería

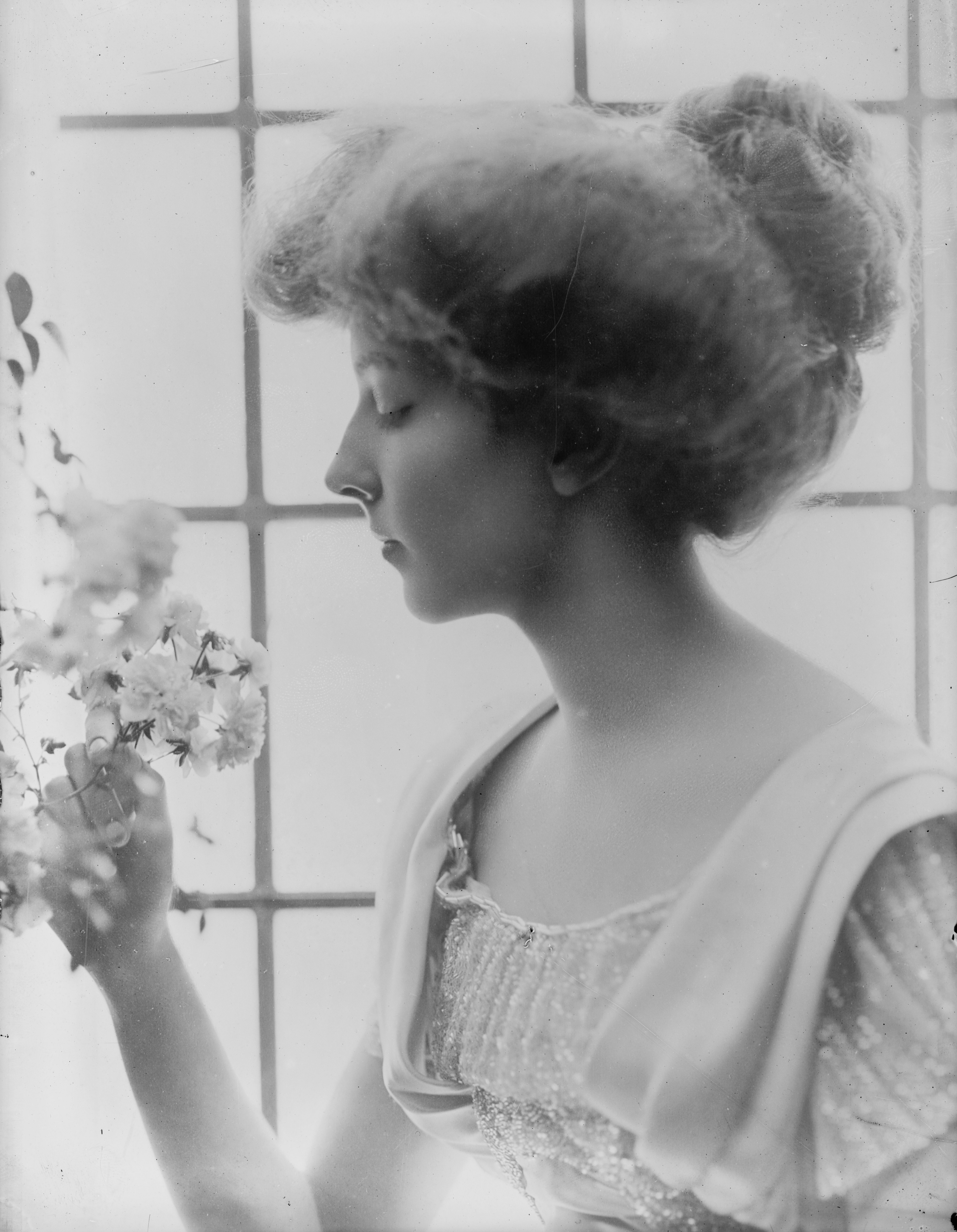
Anita de Braganza
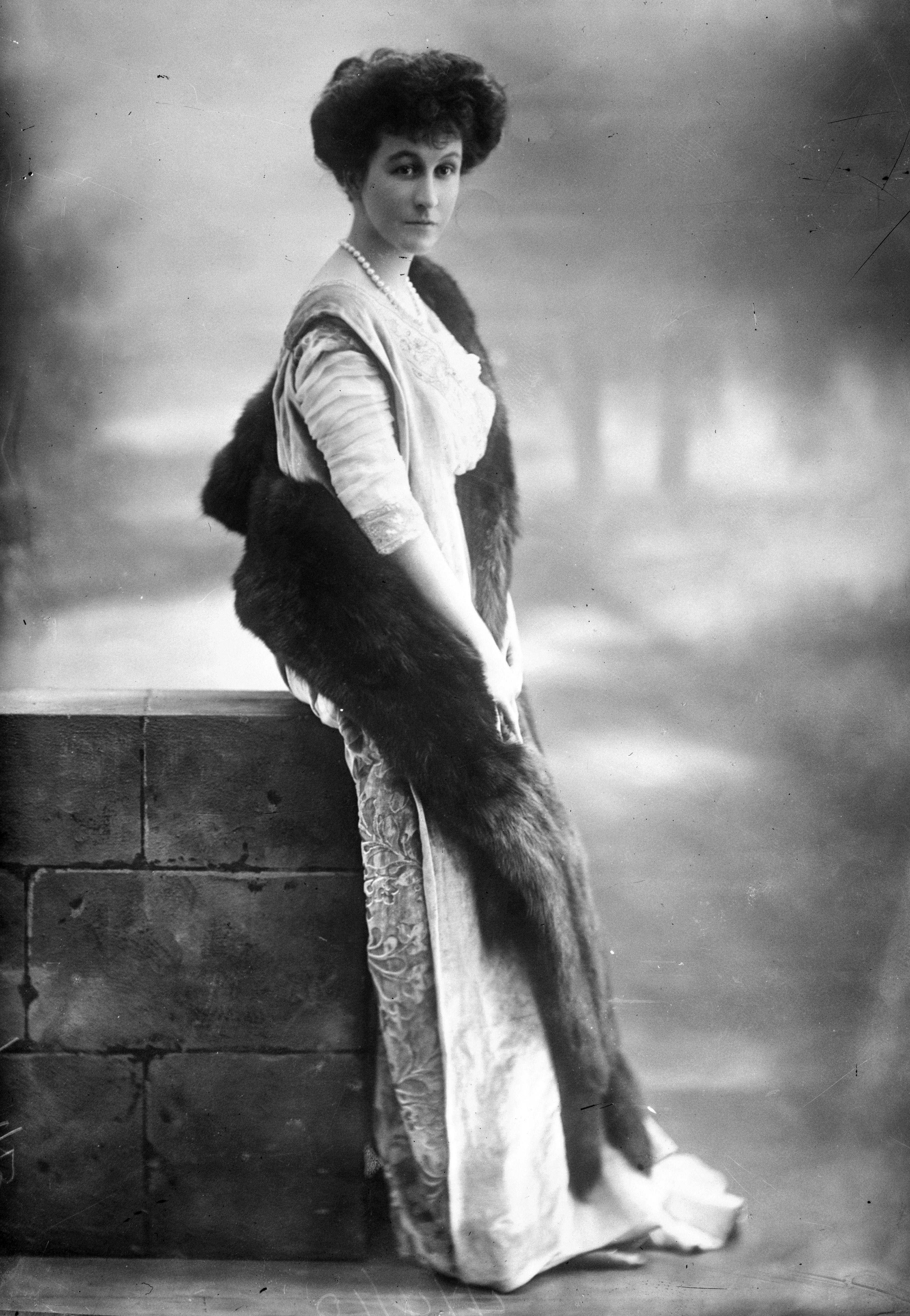
María Goelet
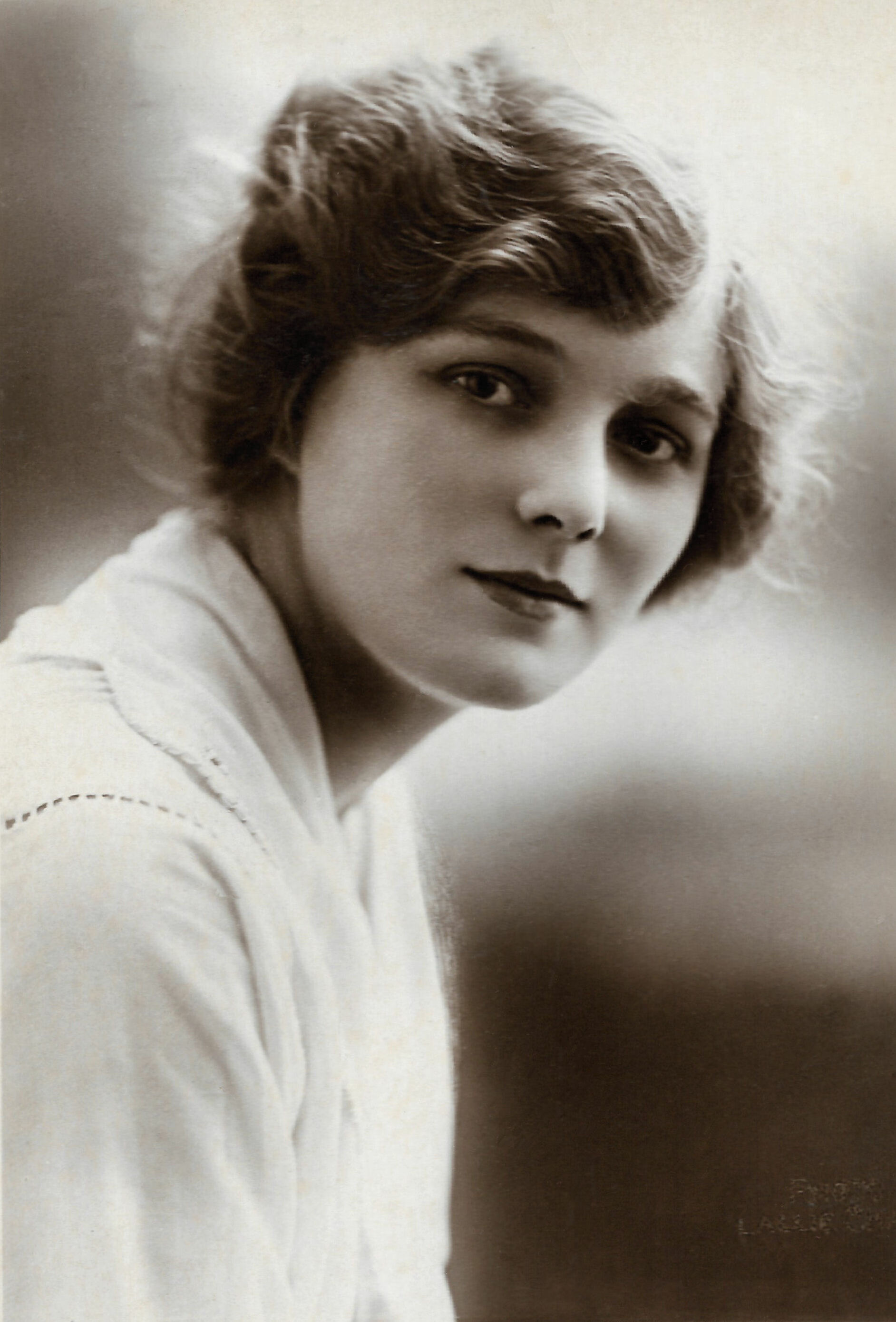
Chrissie White
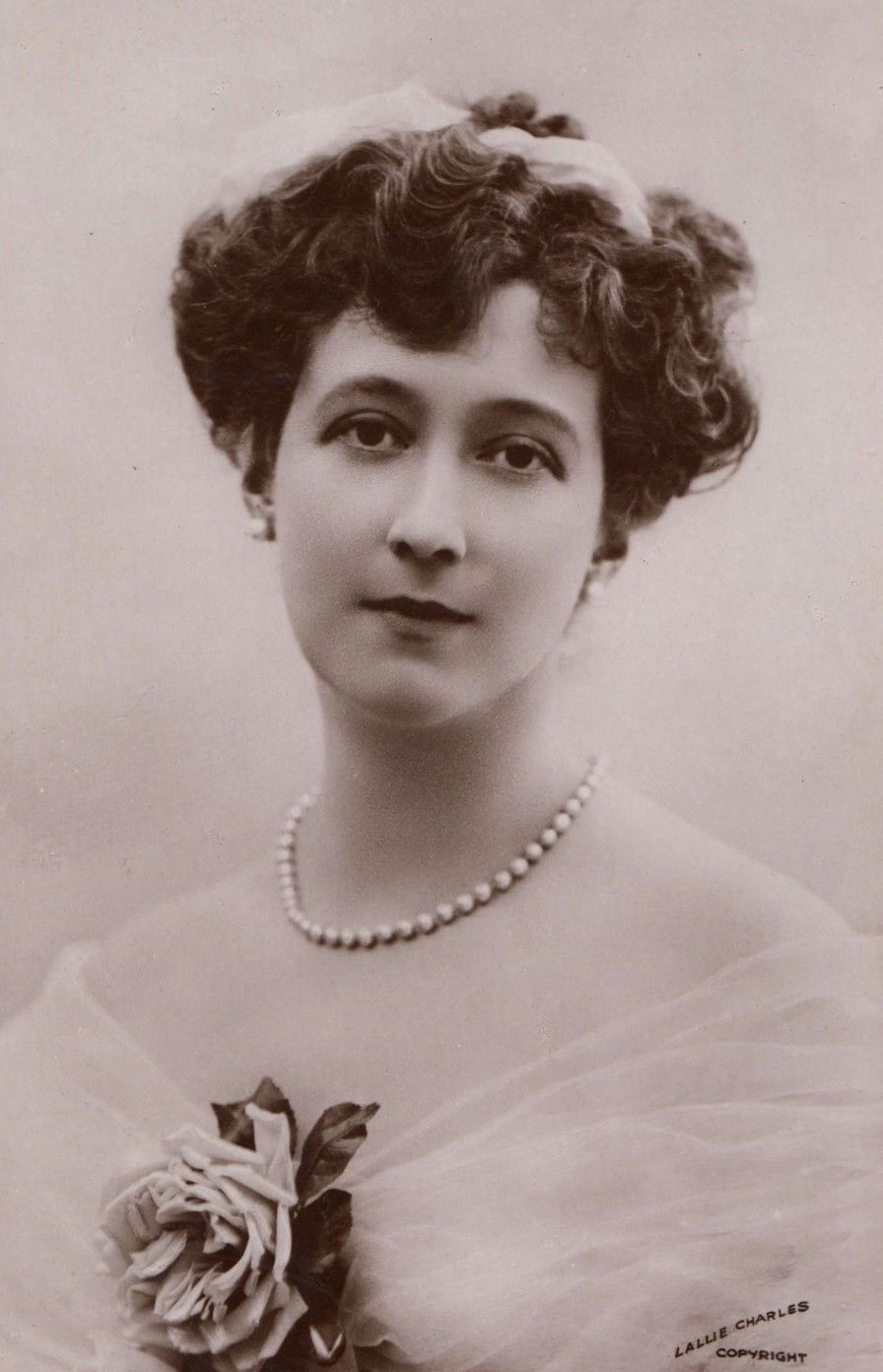
Ellis Jeffreys
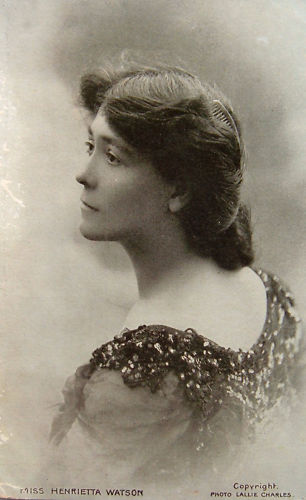
Henrietta Watson
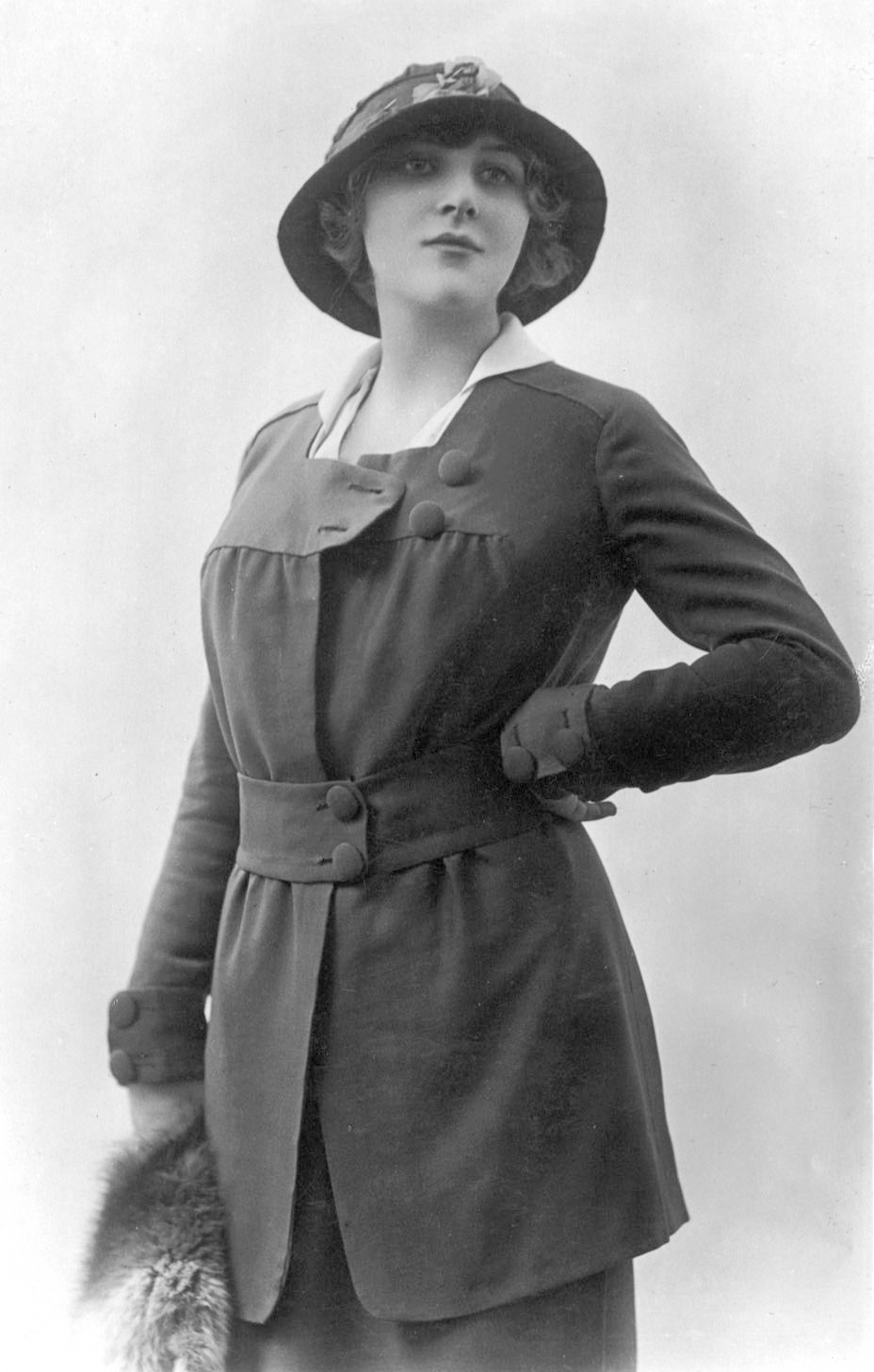
Isobel Elsom
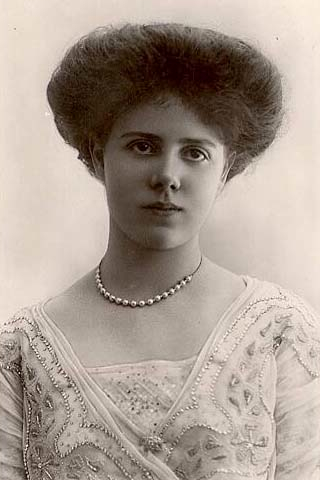
Maud de Fife
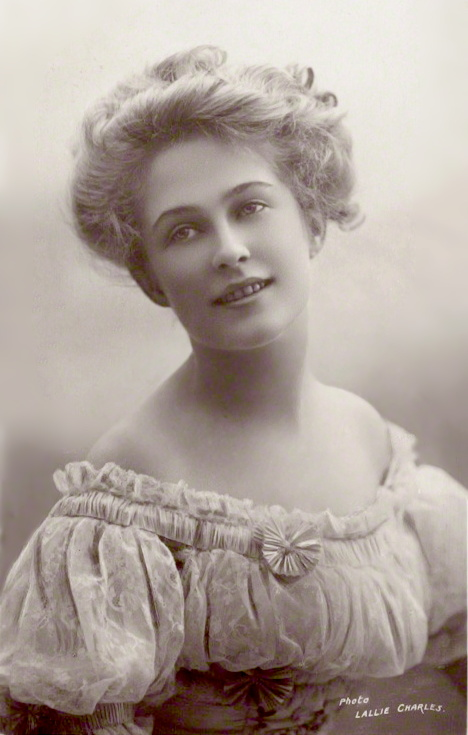
Pauline Chase
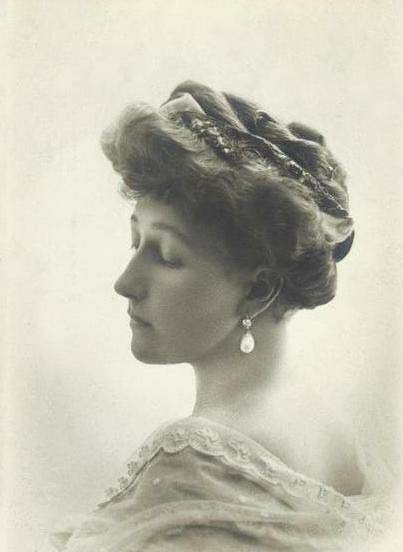
Estefanía de Bélgica
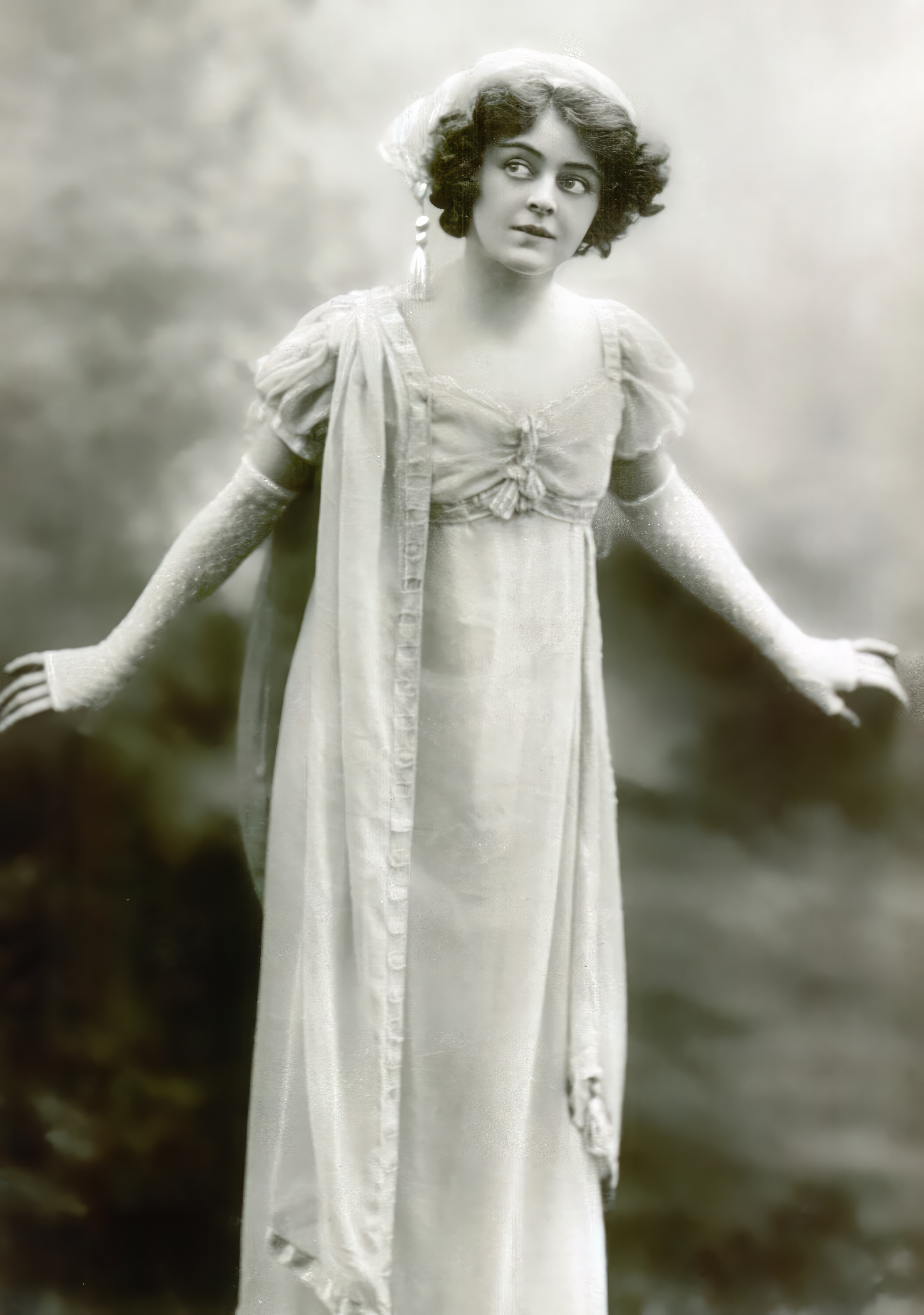
Adrienne Augarde
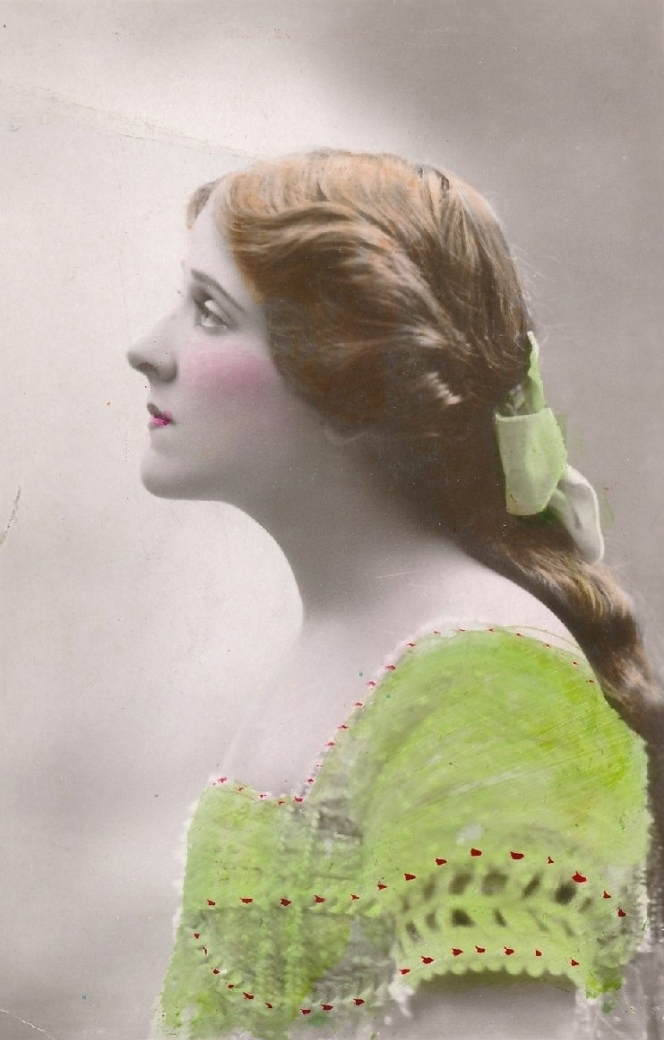
Edna May
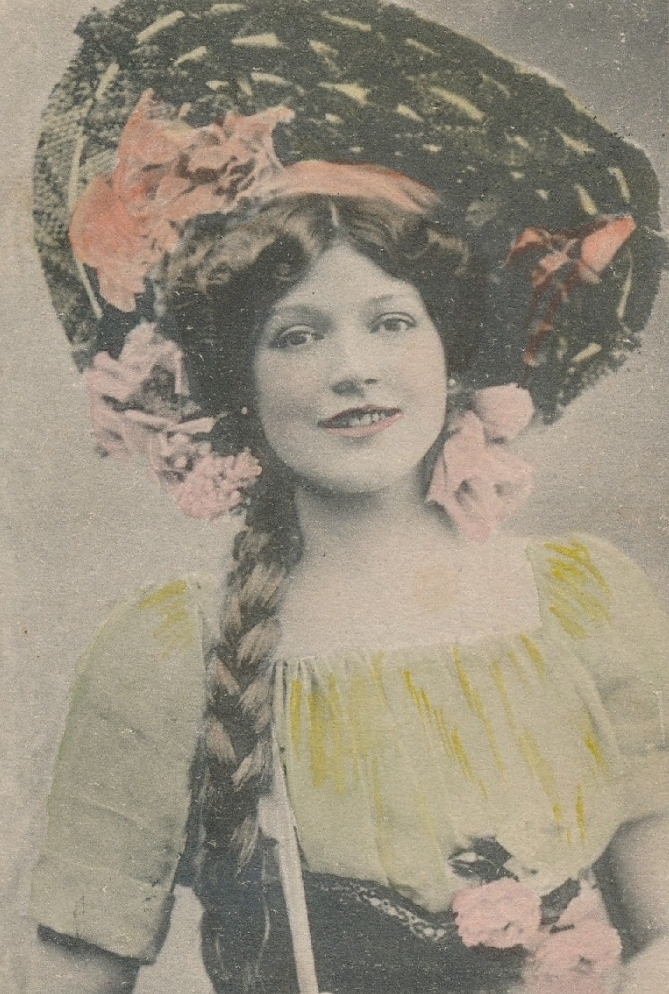
Ruth Vincent
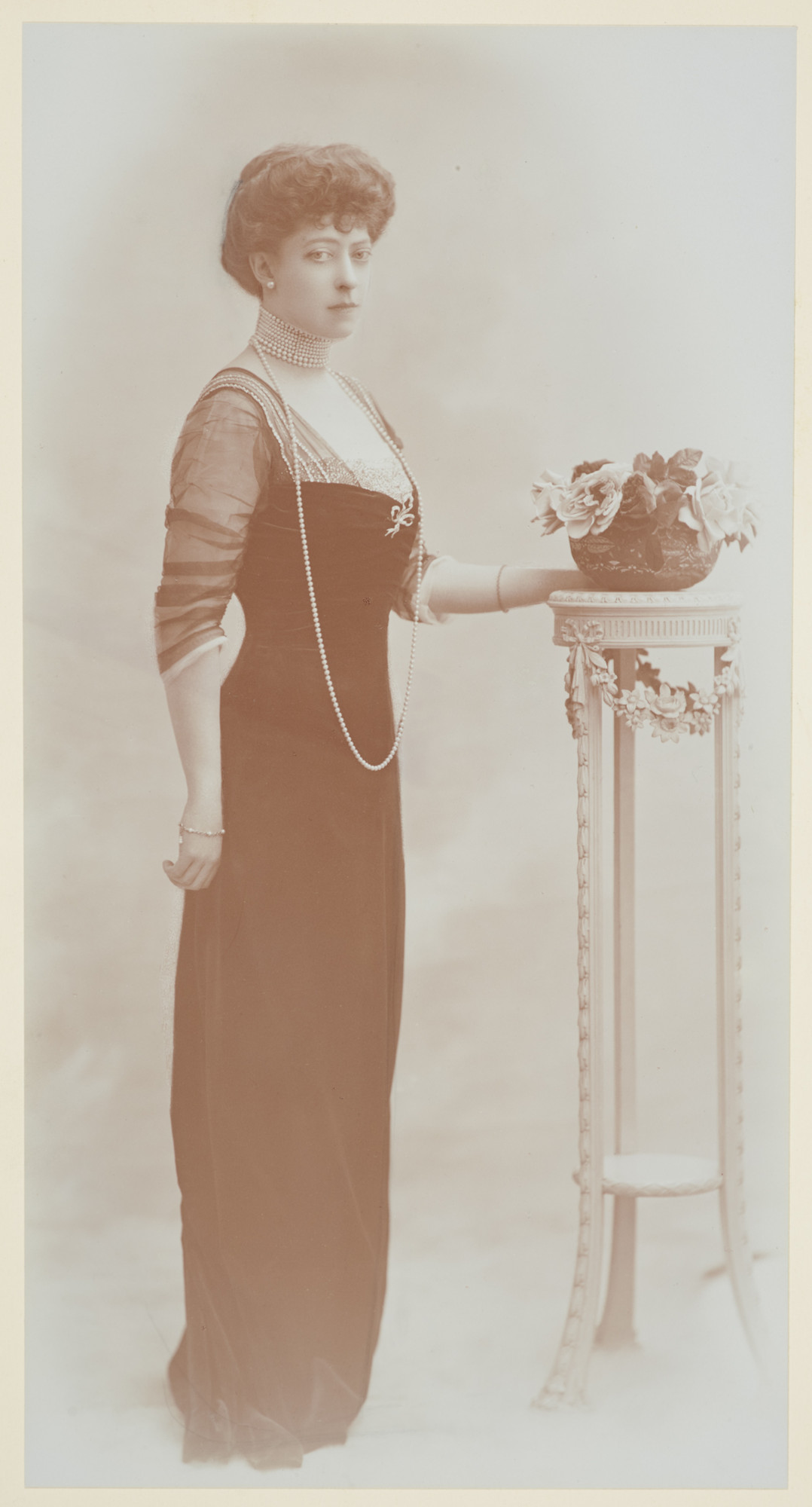
Princesa Victoria del Reino Unido
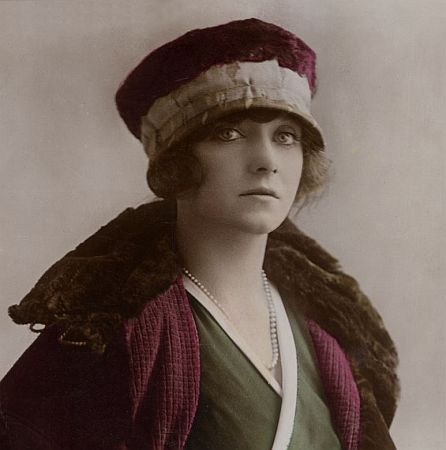
Winifred Barnes
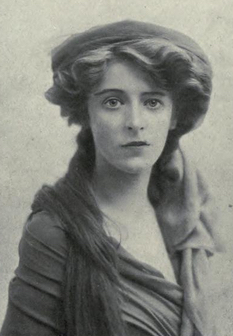
Mayo Leslie Stuart